# Black Country

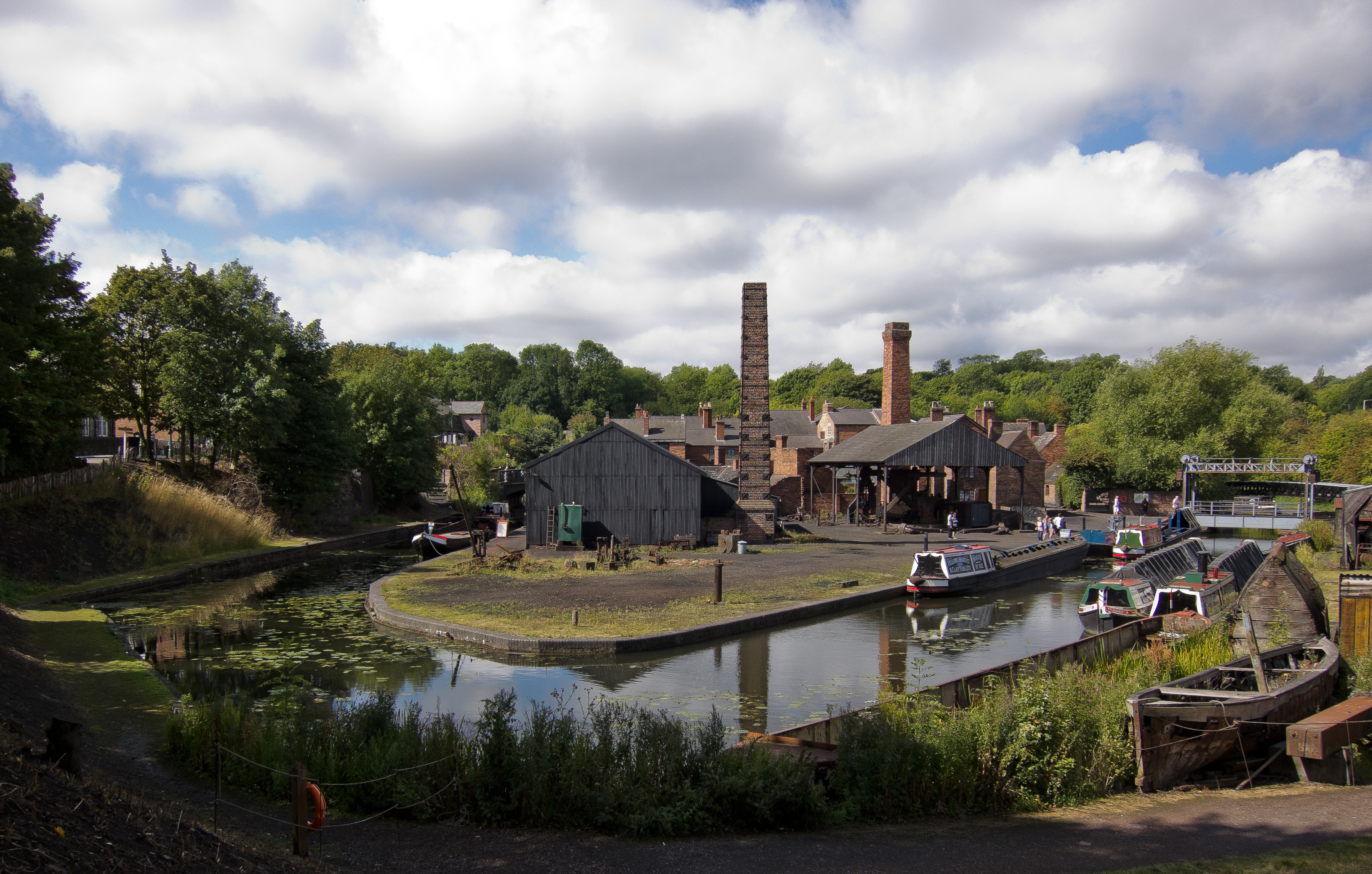
Canal Basin, museo en el Black Country.

El Black Country (literalmente ‘país negro’ en inglés) es una zona difusamente definida de la conurbación de los Midlands Occidentales formada en el condado de los Midlands Occidentales, en Inglaterra, al noroeste de Birmingham y al sureste de Wolverhampton. A finales del siglo XIX, esta zona se convirtió en una de las más intensamente industrializadas del Reino Unido. Las minas de carbón del sur de Staffordshire, el proceso de obtención de coque del carbón, y las fundiciones de hierro y acerías que empleaban el carbón local para alimentar sus hornos, producían un nivel de polución atmosférica igualado en pocos lugares del mundo.
El concepto de Black Country es relativamente reciente como entidad, aunque la expresión se originó en los años 1840. La creencia popular toma la contaminación originada por la industria pesada que cubría la zona de negro hollín como el origen de la expresión. Se cuenta una anécdota (de dudosa autenticidad) sobre como la Reina Victoria ordenaba bajar las persianas de su carruaje al pasar el tren real por la región. Sin embargo, los historiadores sugieren que es probable que el nombre existiera ya antes de la Revolución Industrial; pues las vetas de negro carbón asomaban a la superficie de los riscos de la región, y la presencia de ese carbón daba un aspecto natural muy negro a todo el suelo.